# تشوب تراش
تشوب‌ تراش هي قرية في مقاطعة أرومية، إيران. عدد سكان هذه القرية هو 266 في سنة 2006.